# Зориново
Зориново (укр. Зоринове) — село, относится к Лиманскому району Одесской области Украины.
Население по переписи 2001 года составляло 103 человека. Почтовый индекс — 67502. Телефонный код — 4855. Занимает площадь 0,64 км². Код КОАТУУ — 5122755102.

## Местный совет
67500, Одесская обл., Лиманский р-н, пгт Доброслав, ул. Киевская, 77